# امراله فرهادی
امراله فرهادی آردکپان (زادهٔ ۱۳۳۵) طراح گرافیک، مدیر خلاقیت هنری، مشاور و برنامه‌ریز ارتباطات بازاریابی و تبلیغات و مدرس دانشگاه اهل ایران است.

## زندگی‌نامه

### کودکی و نوجوانی
امراله فرهادی آردکپان کودکی و نوجوانی خود را در ایل قشقایی گذارند. در شش سالگی به دلیل جثهٔ نحیف و لاغرش که به درد کار در زندگی عشایری نمی‌خورد به مدرسهٔ سیار عشایری رفت. مدارس سیار عشایری بخشی از نظام آموزش عشایر ایران بود که توسط محمد بهمن‌بیگی بنیان گذاشته شده بود. فرهادی او را پدر معنوی همهٔ دانش‌آموختگان عشایری ایران می‌داند. پس از پایان دورهٔ دبستان، با تلاش و تدبیر بهمن‌بیگی اولین دبیرستان شبانه‌روزی عشایری ایران در شیراز بنیان گذاشته شد و فرهادی با قبولی در کنکور اولین دوره در سال ۱۳۴۶ به عنوان عضوی از دانش‌آموزان ۴۰ نفری عشایری وارد این دبیرستان شد.
دبیرستان شبانه‌روزی عشایری، نمونهٔ کم‌نظیری از شیوهٔ آموزشی و مدیریت مکتب بهمن‌بیگی بود که با بهره‌گیری از حضور شاخص‌ترین مدرسان تحصیلات متوسطه و امکانات آموزش کارگاهی (عکاسی، نقاشی، برق و الکترونیک، اتومکانیک، آزمایشگاه‌های فیزیک، شیمی، علوم طبیعی، تئاتر، سینما و …) تعلیم و تربیت این برگزیدگان را به صورت پانسیون شبانه‌روزی به عهده داشت.

### تحصیلات دانشگاهی
فرهادی در سال ۱۳۵۲ به توصیهٔ بهمن‌بیگی و موافقت وزیر وقت فرهنگ و هنر وارد دانشکدهٔ هنرهای تزئینی تهران شد. این توصیه به دلیل آشنایی وزیر با عکاسی و نقاشی‌های او در طی بازدیدش از دبیرستان عشایری صورت گرفت. دو سال اول دورهٔ لیسانس را به گذراندن درس‌های عمومی چون (طراحی، مجسمه‌سازی، نقاشی، دروس نظری و …) پرداخت و برای دو سال آخر رشتهٔ گرافیک را انتخاب کرد. او در این دوره از محضر استادان مطرح هنر ایران بهره برد: هوشنگ کاظمی، حسین کاظمی، مسیو ژیرار، آلن بایاش، لیلیت طریان، محمد حسن شیددل، شهلا حبیبی، آیدین آغداشلو، مرتضی ممیز، محمد احصائی، کامران کاتوزیان، ایرج انواری و …
تابستان ۱۳۵۸ فرهادی پروژهٔ فارغ‌التحصیلی دانشگاه خود را با مشارکت نفیسه بزرگزاده شهدادی با عنوان «دیوارنوشته‌های انقلاب» ارائه کرد. استادان راهنما و مشاور این پروژه، ایرج انواری و مرتضی ممیز بودند.

## دورهٔ کاری
فرهادی از همان سال اول تحصیل در تهران به کار حرفه‌ای پرداخت و در ترم دوم سال اول به آژانس تبلیغاتی سبز وارد شد و یکسال بعد فعالیت خود را در آژانس تبلیغاتی آوانگارد آغاز کرد. کامران کاتوزیان، از پیشگامان بزرگ تبلیغات ایران از مدیران و مؤسسان این آژانس تبلیغاتی خلاق و پیشرو بود.
فرهادی در سال ۵۶ با مشارکت ایرج زرگامی، گروه گرافیک آگراندیسمان را بنیان نهاد. فعالیت‌های این استودیو پس از ۲ سال به دلیل حوادث انقلاب و سربازی فرهادی تا سال ۱۳۶۱ تعلیق شد و در آن سال همزمان با مدیریت طراحی ماهنامهٔ صنعت حمل و نقل، فعالیت‌های این استودیو را دوباره به جریان انداخت. آن‌ها در سال ۱۳۶۵ این استودیو را به اولین آژانس طراحی و برنامه‌ریزی ارتباطات و تبلیغات پس از انقلاب تبدیل کرده و آن را ویژه‌گرافیک نامیدند.

### برخی از مشتریان ویژه‌گرافیک در این سال‌ها
برخی از ارگان‌ها، سازمان‌ها و نهادهای دولتی از جمله: بنیاد مستضعفان، شهرداری تهران، وزارت صنایع سنگین، سازمان گسترش و نوسازی صنایع ایران (بیش از ۴۰ شرکت و کارخانه)، کمیته بین‌المللی المپیک، وزارت فرهنگ و ارشاد اسلامی ایران، صدا و سیمای جمهوری اسلامی ایران، بنیاد امور بیماری‌های خاص، سازمان امور عشایر ایران، شرکت‌های خصوصی و نیمه‌خصوصی مانند: مرکز ماشین‌های اداری ایران – مادیران (با محصولات: آمیگاکمودور، گلداستار و مانیتورهای ال‌جی، اولیوتی، پرینتر اپسون، لوازم صوتی تصویری و اداری شارپ)، گروه توسعهٔ صنایع بهشهر (با شرکت‌های: پاکسان، صنعتی بهشهر، مارگارین، بهپاک، بهپخش و ..)، پارسی کولا، شوکوپارس، کامپیوتر اپل و …
همچنین این شرکت، مشاورهٔ ارتباطات بازاریابی، طراحی و برنامه‌ریزی تبلیغات و توسعهٔ صادرات محصولات شرکت‌های معتبر زیادی را نظیر: پاکسان، صنعتی بهشهر، تولی‌پرس، یزدگل، پاکنام در کشورهای تازه استقلال‌یافته پس از فروپاشی شوروی سابق (CIS) و تأسیس دفاتر تبلیغاتی مستقل یا مشترک در غالب این جمهوری‌ها از سال ۱۳۷۴ تا ۱۳۸۴ عهده‌دار بوده‌است.
شرکت ویژه گرافیک در سال ۱۳۸۰ به یکی از دوستان فرهادی و زرگامی واگذار شد.

### فعالیت‌های مستقل فرهادی پس از واگذاری ویژه گرافیک
شرکت تولی پرس (با محصولات صادراتی دریا و …)، شرکت پاکنام (با محصولات صادراتی رامیس، دی و یکتا)، گالینا بلانکای اسپانیا، شرکت عالیا گلستان (با محصولات رعنا)، شرکت سرمایه‌گذاری مسکن، بانک مسکن، بان ملی، شرکت بین‌المللی توسعه ساختمان (برج بین‌الملل تهران)، انبوه‌سازان همای تهران (برج‌های دوقلوی کیش، کیش‌مال)، نامی‌نیک‌نهاد (سه‌نان)، شرکت جی، چین‌چین، چای تکانه آلمان، چای دوغادان ترکیه، محصولات بهداشتی جان‌به‌به ترکیه، بانک صادرات ایران، بانک اقتصاد نوین، فرهنگستان هنر، صدا و سیمای جمهوری اسلامی ایران، روزنامهٔ همشهری، شرکت جهان‌پارس، شرکت BACT، بانک فارس، بانک نور ایران، مؤسسهٔ فرهنگی اکو، شرکت صنایع غذایی سولیکو (کاله)، برگ امید، مرکز تجاری اپال، شرکت میوه طلایی ایران، برنامهٔ توسعهٔ سازمان ملل متحد در ایران UNDP، شرکت هواپیمایی تهران ایر، میکامال کیش و …

### فعالیت‌های آموزشی
- تدریس طراحی گرافیک، ارتباطات و تبلیغات، چاپ و نشر، عکاسی برای دوره‌های کارشناسی و کارشناسی ارشد در دانشکدهٔ هنر و معماری دانشگاه آزاد اسلامی و دانشگاه هنر
- تدریس طراحی گرافیک، ارتباطات و تبلیغات برای دورهٔ «کارشناسی ارشد مدیریت بازرگانی» در دانشکدهٔ صدا و سیمای جمهوری اسلامی ایران
- استاد مشاور و استاد راهنمای بیش از ۷۰ پروژه و پایان‌نامهٔ دانشجویی در دوره‌های کارشناسی و کارشناسی ارشد طراحی گرافیک و تبلیغات
- تدریس در دوره‌های کوتاه مدت و سخنرانی در سمینارهای برگزارشده توسط سازمان مدیریت صنعتی در زمینهٔ روابط عمومی، طراحی گرافیک و تبلیغات
- سخنرانی‌های متعدد در سمینارها، جشنواره‌ها، دوسالانه‌های طراحی گرافیک، ارتباطات بازاریابی و تبلیغات و روابط عمومی (برگزارشده توسط انجمن‌ها و سازمان‌های ذی‌ربط) و برگزاری کارگاه‌های آموزشی تخصصی
- تدریس در دوره‌های آزاد و مستقل کوتاه‌مدت و دوره‌های پیوستهٔ یکسالهٔ «ارتباطات بازاریابی و تبلیغات» آموزشگاه آزاد هنرهای تجسمی ویژه
- برگزاری کارگاه آموزشی تخصصی ارتباطات و تبلیغات و نمایشگاه و سخنرانی در دانشگاه مدیترانهٔ شرقی EMU – قبرس

### نمایشگاه‌ها، تالیفات و سخنرانی‌ها
- برگزاری نمایشگاه‌های عکس گروهی و انفرادی، شرکت در نمایشگاه‌های دوسالانهٔ طراحی گرافیک ایران ار سال ۱۳۶۶، نمایشگاه‌های جهانی پوستر تهران، نمایشگاه پوستر فریاد ایرانی ۳ در بلژیک، نمایشگاه‌های مختلف انجمن صنفی طراحان گرافیک ایران (هفتهٔ گرافیک ایران، سرو نقره‌ای و …) و بسیاری از نمایشگاه‌های طراحی گرافیک و پوستر مانند: بانک و محیط زیست، جهان اسلام، پوستر اول، ادیان توحیدی، آزادگان، جشنواره تجسمی فجر و …
- گردآوری، تحقیق و تألیف پایان‌نامهٔ دورهٔ کارشناسی گرافیک با عنوان «دیوارنوشته‌های انقلاب»
- تدوین مقالهٔ «دیوارنوشته‌های انقلاب» برای چاپ در هفته‌نامهٔ فرهنگسرای نیاوران
- سخنرانی‌های مختلف در سمینارهای آموزشی و تخصصی، شرکت در میزگردها و مصاحبه‌ها و چاپ مقالات در زمینهٔ طراحی گرافیک، ارتباطات و تبلیغات و چاپ در مجلات: صنعت چاپ، گرافیک، دنیای سخن، گزارش، روزنامه همشهری، ماهنامهٔ تدبیر، هفته‌نامهٔ دنیای فردا، ماهنامهٔ تبلیغات بازرگانی، برخی از کانال ای تلویزیونی ایران، کارشناس برنامهٔ طراحی گرافیک در شبکه ۴ سیمای جمهوری اسلامی ایران، روزنامه انتخاب، نشریهٔ رسانهٔ ما (انجمن صنفی کانون‌های تبلیغاتی ایران)، نشریهٔ جهت اطلاع (انجمن صنفی طراحان گرافیک ایران)، نشریهٔ روابط عمومی، ویژه‌نامه‌های آموزشگاه ویژه، فصل‌نامهٔ ویژه و …

### مسئولیت‌ها و عضویت‌ها
- عضو هیئت مؤسس و مشاور شرکت تعاونی تهیه و توزیع ملزومات طراحان گرافیک ایران
- عضو شورای سیاستگذاری و برنامه‌ریزی دوسالانه‌های ملی طراحی گرافیک ایران و دوسالانه‌های جهانی پوستر تهران از سال ۱۳۶۶
- عضو هیئت مؤسس، هیئت مدیره اول، سوم و چهارم و مشاور انجمن صنفی طراحان گرافیک ایران از بدو تأسیس – ۱۳۷۶
- دبیر و سخنگوی انجمن صنفی طراحان گرافیک ایران از سال ۱۳۸۲ تا ۱۳۸۸
- عضو هیئت تحریریه نشریهٔ جهات اطلاع انجمن صنفی طراحان گرافیک ایران تا سال ۱۳۸۸
- عضو هیئت مؤسس و هیئت مشاور انجمن صنفی شرکت‌های تبلیغاتی – ۱۳۷۶
- عضو انجمن بین‌المللی تبلیغات (IAA) از سال ۱۹۹۱
- سرپرست کمیته‌های: تدوین اساسنامه و آیین‌نامه‌ها، حقوقی و روابط عمومی انجمن صنفی طراحان گرافیک ایران در دوره‌های اول و دوم هیئت مدیره
- عضو هیئت مؤسس و برنامه‌ریزی آموزشی برای راه‌اندازی اولین «مدرسهٔ تبلیغات ایران» توسط انجمن صنفی کانون‌های تبلیغاتی ایران
- عضو هیئت مشاور و برنامه‌ریزی علمی- آموزشی اولین دورهٔ کارشناسی ارشد «مدیریت تبلیغات بازرگانی» دانشکدهٔ صدا و سیمای جمهوری اسلامی ایران ۸۱–۱۳۸۰
- مشاور و دبیر نمایشگاه طراحی پوستر بانک و محیط زیست – ۱۳۸۳
- مشاور و مدیر روابط عمومی و بین‌الملل هشتمین دوسالانهٔ جهانی پوستر تهران و نمایشگاه طراحی گرافیک معاصر ایران – ۱۳۸۴
- دبیر نهمین نمایشگاه دوسالانهٔ جهانی پوستر تهران و نمایشگاه طراحی گرافیک معاصر ایران – ۱۳۸۶
- دبیر اولین نمایشگاه هفتهٔ گرافیک ایران – ۱۳۸۸
- مشاور و دبیر مسابقهٔ طراحی پوستر مبارزه با سرطان کودک (مؤسسه خیریه محک) – ۱۳۸۸
- مشاور و دبیر مسابقهٔ طراحی نشانه شرکت همکاران سیستم – ۱۳۸۸
- مشاور و دبیر مسابقهٔ طراحی پوستر جشن جهانی نوروز، مؤسسهٔ فرهنگی اکو -۱۳۹۰
- مشاور و دبیر مسابقهٔ طراحی قلم فارسی (فونت) برای بانک اقتصاد نوین – ۱۳۹۲
- مشاور عضو هیئت داوران بسیاری از مسابقات و جشنواره‌های تخصصی در عرصهٔ طراحی گرافیک، ارتباطات و تبلیغات
- مدیر برگزاری بیش از ۵۲ نشست تخصصی با حضور طراحان حرفه‌ای و پیشگام گرافیک و استادان ارتباطات و تبلیغات ایران و جهان در آموزشگاه ویژه از سال ۱۳۸۴
- دارای نشان عالی و لوح طوبای زرین دهمین جشنوارهٔ بین‌المللی هنرهای تجسمی فجر - 1396

### مسئولیت‌های جاری
- مؤسس، رئیس هیئت مدیره و مدیرعامل مؤسسهٔ فرهنگی هنری «ویژه‌پردازان سبز» از سال ۱۳۷۷
- صاحب امتیاز و مدیر مسئول انتشارات «ویژه‌نگار» از سال ۱۳۷۷
- مؤسس و مدیر مسئول «آموزشگاه هنرهای آزاد تجسمی ویژه» از سال ۱۳۸۴
- صاحب امتیاز و مدیر مسئول «نگارخانهٔ ویژه» از سال ۱۳۸۴
- صاحب امتیاز و مدیر مسئول «فصل‌نامهٔ ویژه» از سال ۱۳۹۱
- عضو هیئت مؤسس و شورای برنامه‌ریزی آموزشی اولین دورهٔ تخصصی یک‌سالهٔ «ارتباطات بازاریابی و تبلیغات»
- مشاور و مدیر ارشد طراحی و برنامه‌ریزی ارتباطات بازاریابی و تبلیغات چند شرکت ساختمانی انبوه‌ساز، تولیدی و تجاری داخلی و خارجی
- عضو شورای مؤسس و برنامه‌ریزی و سردبیر سایت رسمی محمد بهمن‌بیگی